# Rivulinae (poisson)
Ne pas confondre avec Rivulinae :  une sous-famille d'insectes lépidoptères
Sous-famille
Les Rivulinae sont une sous-famille de poissons de la famille des Aplocheilidae.
Cette sous-famille de poissons n'est pas reconnue pas FishBase qui place ces genres dans la famille des Rivulidae.

## Liste des genres
Selon ITIS:
- genre Aphyolebias Costa, 1998
- genre Austrofundulus Myers, 1932
- genre Austrolebias Costa, 1998
- genre Campellolebias Vaz-Ferreira et Sierra de Soriano, 1974
- genre Cynolebias Steindachner, 1876
- genre Cynopoecilus Regan, 1912
- genre Gnatholebias Costa, 1998
- genre Leptolebias Myers, 1952
- genre Maratecoara Costa, 1995
- genre Megalebias Costa, 1998
- genre Micromoema Costa, 1998
- genre Millerichthys Costa, 1995
- genre Moema Costa, 1989
- genre Nematolebias Costa, 1998
- genre Neofundulus Myers, 1924
- genre Papiliolebias Costa, 1998
- genre Pituna Costa, 1989
- genre Plesiolebias Costa, 1989
- genre Pterolebias Garman, 1895
- genre Rachovia Myers, 1927
- genre Renova Thomerson et Taphorn, 1995
- genre Rivulus Poey, 1860
- genre Simpsonichthys Carvalho, 1959
- genre Spectrolebias Costa et Nielsen, 1997
- genre Stenolebias Costa, 1995
- genre Terranatos Taphorn et Thomerson, 1978
- genre Trigonectes Myers, 1925